# Marie-Vincent Talochon
Marie-Vincent Talochon, bekannt unter dem Namen Père Élysée (* Januar 1753 in Thorigny-sur-Marne, Département Seine-et-Marne; † 27. November 1817 in Paris), war ein französischer Chirurg. Er wurde Leibarzt des Königs Ludwig XVIII.

## Leben
Marie-Vincent Talochon trat als 19-Jähriger 1772 in die Charité in Paris ein, legte am 30. Januar 1774 sein Gelübde ab und nahm den Namen Père Élysée an. Er machte unter Leitung von Frère Côme ausgezeichnete medizinische Studien und eignete sich namentlich eine große Geschicklichkeit im Operieren und Verbinden an. Er war dann nacheinander in den Spitälern und Klöstern der Bruderschaft in Niort, auf der Île de Ré und seit 1785 in Grenoble tätig. In Grenoble füllte er die Funktionen des Chefchirurgen sowie eines Lehrers der Chirurgie aus; ferner amtierte er hier von Mai 1787 bis September 1790 auch als Vikar. Dagegen wurde er nie Priester.
Aufgrund seiner royalistischen Gesinnung und Ergebenheit für das Bourbonenhaus stand Talochon der 1789 ausgebrochenen Französischen Revolution ablehnend gegenüber. Die von ihm in Militärkrankenhäusern behandelten Verwundeten ermunterte er zur Emigration und setzte auf weitere Handlungen, die vom Revolutionskomitee als aufrührerisch betrachtet wurden. 1790 mit der Organisation der Militärspitäler für die damals in der Umgebung von Lyon vereinigten Armeekorps betraut, verweilte er hier nur drei Monate und kehrte dann nach Paris zurück. Als er am 20. Februar 1791 während der Feier der Vesper ein Gebet für den König hielt, kam dies vor den Gerichtshof von Grenoble. Zwar wurde Talachon mangels Beweisen freigesprochen, doch wurde seine Situation immer schwieriger. So zog er es vor, am 8. Oktober 1791 auszuwandern. Im Dezember 1791 schloss er sich in Koblenz der Armee der bourbonischen Prinzen an. In der Folge begleitete er die Prinzen als Wundarzt in deren Heer.
Verschiedene Berufungen an den Hof des Königs Friedrich Wilhelm II. von Preußen, dessen Günstling Bischofswerder er geheilt hatte, sowie an die Höfe Franz’ II. und der Kaiserin Katharina II. von Russland lehnte Talochon ab. Seine Aktivitäten in den Jahren von 1793 bis 1807 sind aber umstritten. Nach Angaben vieler Autoren soll er den Grafen von Provence (den nachmaligen König Ludwig XVIII.) während dessen Exil begleitet haben. Er wird aber in keiner der von vertrauten Gefolgsleuten des exilierten Prinzen verfassten Memoiren erwähnt. Einige Dokumente lassen auf einen Aufenthalt Talochons in England schließen.
Nach der Aussage des Chirurgen Lamare vom Kriegsschiff Enfant soll sich Talochon im Oktober und November 1795 im Gefolge des Grafen von Artois (des nachmaligen Königs Karl X.) während dessen Expedition nach Quiberon befunden haben. Laut einem undatierten, aber nach dem Oktober 1800 verfassten, im Nationalarchiv aufbewahrten Brief des Juristen Legris an den Polizeiminister hatte sich Talochon zur Perfektionierung seiner Kenntnisse in Chemie nach London begeben, war dort als Arzt tätig gewesen und ersuchte nun um seine Streichung von der Liste der Emigranten, sodass er nach Frankreich zurückkommen könne. Im Oktober 1801 bat der Polizeiminister Joseph Fouché den Präfekten des Département Isère brieflich um die Einholung von Auskünften über Talochon, da dessen bevorstehende Rückkehr nach Grenoble einige Bürger dieser Stadt beunruhige. Der Präfekt antwortete, dass er nicht an die Rückkehr des Arztes glaube; dieser sei zwar ein gefürchteter Chouan, aber aufgrund seines leichtfertigen Charakters für die Beschäftigung mit politischen Angelegenheiten ungeeignet. Tatsächlich ist eine für 1801 angenommene Rückkehr Talochons nach Grenoble dokumentarisch nicht belegbar.
Während seines Aufenthalts in London verarztete Talochon kostenlos verletzte und kranke Emigranten, auch hochstehende Persönlichkeiten wie den Herzog von Orléans. 1810 behandelte Talochon den Chevalier d’Éon, der lange Zeit zu Unrecht für eine Frau gehalten worden war. Als der Chevalier in London starb, untersuchte Talochon dessen Leichnam. Er heilte den 1811 zum englischen Prinzregenten ernannten Georg (IV.) von einer Armlähmung, an der die Kunst der übrigen Ärzte gescheitert war. Der genesene Monarch schenkte dem erfolgreichen Arzt eine brillantverzierte und mit Banknoten gefüllte Schnupftabaksdose. Der von Talochon ebenfalls behandelte Herzog von Queensberry vermachte ihm testamentarisch ein Legat von 5000 Pfund. Auch wurde er vertrauter Arzt des Ende 1807 nach England übersiedelten Ludwig (XVIII.), bei dem er u. a. Aderlässe vornahm und dessen Gicht-Anfälle er linderte. Er soll bereits 1797 zum ersten Chirurgen des zukünftigen französischen Souveräns ernannt worden sein, wofür sich aber kein urkundliches Material findet.
Bei der Wiedererhebung Ludwigs XVIII. auf den Thron (1814) kehrte Talochon nach Paris zurück. Er erhielt von diesem ein Jahresgehalt von 10 000 Francs, eine Pension von 3000 Francs, eine Wohnung in den Tuilerien, eine vom Staat mitsamt den dafür benötigten Pferden finanzierte Kutsche sowie verschiedene andere Emolumente. Anfang 1815, während Napoleons Herrschaft der Hundert Tage, begleitete er Ludwig XVIII. nach Gent. Nachdem der König wieder die Macht erlangt hatte, beauftragte er Talochon, die in Val-de-Grâce verarzteten Kriegsversehrten zu besuchen. Am 1. Oktober 1815 ernannte er ihn zum Leibwundarzt des Grafen von Artois. Talochon nutzte seinen Einfluss, um denjenigen zu helfen, die durch die Revolution ihre Güter verloren hatten. Er durfte wieder in den Tuilerien logieren, sah sich aber der Eifersucht und heftigen Attacken seitens vieler Mediziner und Höflinge ausgesetzt, die ihn als Abenteurer betrachteten.
Talochon wurde 1816 Mitglied der mit der Prüfung der medizinischen Unterrichtsverhältnisse betrauten Kommission. Unter anderen wichtigen Reformvorschlägen plädierte er auch lebhaft für eine vollständige Verschmelzung der inneren Medizin mit der Chirurgie, da diese Disziplinen zusammengehörten, eine Ansicht, die ihm derartig verübelt wurde, dass er missmutig nach Paris zurückkehrte. Im November 1817 wurde zuerst sein linkes und dann auch sein rechtes Bein von einer Gangrän befallen. Nachdem er von einem königlichen Geistlichen die Sterbesakramente erhalten hatte, starb er am 27. November 1817 im Alter von 64 Jahren in Paris. Er wurde auf dem Friedhof Père-Lachaise beigesetzt. Der Chirurg Puzin, ein Schüler des Verstorbenen, hielt ihm die Lobrede. Ein Porträt, das ihn im Gewand der Mitglieder der medizinischen Akademie zeigt, gehört zur Kupferstichsammlung der französischen Nationalbibliothek.
Außer einer nichtmedizinischen Schrift Les panégyristes de St. Louis (London 1810) scheint Talochon nichts publiziert zu haben. Er war ein tüchtiger praktischer Chirurg, dem auch einige bedeutendere Modifikationen des zur Lithotomie erforderlichen Instrumentenapparates zu verdanken sind.